# Serena Pellegrino
Serena Pellegrino (Lecce, 11 novembre 1966) è un architetto e politica italiana.

## Biografia
Laureata in architettura a Venezia, è specializzata in bioarchitettura e soluzioni per il risparmio energetico in edilizia.
Il 25 febbraio 2013 viene eletta deputata con Sinistra Ecologia Libertà. Dopo lo scioglimento di SEL nel febbraio 2017, aderisce a Sinistra Italiana.
È candidata alle elezioni politiche del 4 marzo 2018 con Liberi e Uguali, ma non viene rieletta, terminando il proprio mandato parlamentare.
Alle elezioni politiche del 2022 è candidata per l'Alleanza Verdi e Sinistra, senza risultare eletta.
È candidata alle elezioni regionali del Friuli-Venezia Giulia del 2 e 3 aprile 2023 per l'Alleanza Verdi e Sinistra nelle circoscrizioni di Udine e Tolmezzo, risultando eletta.